# Ротвајл
Ротвајл (њем. Rottweil) град је у њемачкој савезној држави Баден-Виртемберг. Једно је од 21 општинског средишта округа Ротвајл. Према процјени из 2010. у граду је живјело 25.749 становника. Посједује регионалну шифру (AGS) 8325049.

## Географски и демографски подаци
Ротвајл се налази у савезној држави Баден-Виртемберг у округу Ротвајл. Град се налази на надморској висини од 607 метара. Површина општине износи 71,8 km². У самом граду је, према процјени из 2010. године, живјело 25.749 становника. Просјечна густина становништва износи 359 становника/km².

## Међународна сарадња
| Мјесто   | Држава      | Врста сарадње | Од    |
| -------- | ----------- | ------------- | ----- |
| Хунагши  | Кина        | партнерство   | 2004. |
| Луњинец  | Бјелорусија | контакт       | 1998. |
| Л'Аквила | Италија     | партнерство   | 1988. |
|          | Француска   | партнерство   | 1970. |
| Бруг     | Швајцарска  | партнерство   | 1913. |
| Фујст    | Аустрија    | партнерство   | 1964. |
| Извор    |             |               |       |